# Мој пас Патрик
Мој пас Патрик (енгл. Patrick) британскa је играна дечјa комедијa из 2018. године. Режисер је Менди Флечер, а главне улоге у филму тумачили су Бити Едмондсон, Емилија Џоунс, Ед Скрејн, Емили Атак, Џенифер Сондерс, Том Бенет и Адријан Скарборо.
Премијерно је емитован 29. јуна 2018. у Уједињеном Краљевству.

## Радња
Сара Франсис је млада учитељица која не жели да брине о било коме, али њена бака јој у тестаменту оставља врло размаженог мопса Патрика. У почетку, Сара има велике проблеме са њим, али када се зближе њен живот се нагло мења.

## Улоге
| Лик          | Улога            |
| ------------ | ---------------- |
| Сара Франсис | Бити Едмондсон   |
| Вики         | Емилија Џоунс    |
| Вет          | Ед Скрејн        |
| Беки         | Емили Атак       |
| Морин        | Џенифер Сондерс  |
| Бен          | Том Бенет        |
| Петар        | Адријан Скарборо |

## Емитовање
Мој пас Патрик je првобитно требаo да будe емитован 24. августa 2018, али је касније померен за 29. јун како би се избегла конкуренција са Светским првенством у фудбалу 2018.

### Медији у Сједињеним Америчким Државама
Филм је објављен на ДВД-у у Великој Британији 3. новембра 2018. године од The Walt Disney Company.

## Критика
Ротен томејтоуз је на основу 33 критика оценио филм са 36% од 100%. Метакритик је на основу 9 критика оценио филм са 28% од 100%, што указује на углавном негативне критике.